# Надір Хан
Надір Хан (Nadir Khan) — пакистанський військовий та дипломат. Генерал-майор. Надзвичайний і Повноважний Посол Пакистану в Україні (з 2023)

## Життєпис
До призначення на дипломатичну посаду був головним офіцером, командувачем дивізії Малаканд (адміністративна одиниця), провінція Хайбер-Пахтунхва, генеральним директором військових земель і дислокації Міністерства оборони Пакистану в Равалпінді.
З 10 лютого 2023 рр. — Надзвичайний і Повноважний Посол Пакистану в Україні.
14 червня 2023 року — вручив копії вірчих грамот заступниці міністра закордонних справ України Еміне Джапаровій.
21 червня 2023 року — вручив вірчі грамоти Президенту України Володимиру Зеленському.